# Callipallene tridens
Callipallene tridens là một loài nhện biển trong họ Callipallenidae. Loài này thuộc chi Callipallene. Callipallene tridens được miêu tả khoa học năm 1988 bởi Nakamura & Child.